# Óscar de la Hoya
Óscar de la Hoya (ur. 4 lutego 1973 w Montebello) – amerykański zawodowy bokser meksykańskiego pochodzenia, wielokrotny mistrz świata w sześciu kategoriach wagowych, złoty medalista Igrzysk Olimpijskich w Barcelonie. W swojej karierze pokonał 23 zawodników o tytuł mistrza świata. Obecnie promotor, szef grupy Golden Boy Promotions.

## Amatorska kariera
Wychował się w Los Angeles, gdzie podjął treningi boksu. Wcześniej pięściarzami byli jego dziadek i ojciec. Podczas amatorskiej kariery De La Hoya stoczył 228 walk, z czego wygrał 223 (163 przez nokaut). W 1990 roku w wieku 17 lat został mistrzem USA w wadze piórkowej. W tym samym roku zmarła na raka piersi jego matka.
W 1991 roku zdobył mistrzostwo kraju w wadze lekkiej i został wybrany bokserem roku. Rok później w Barcelonie uczestniczył w turnieju olimpijskim w wadze lekkiej. Wygrał wszystkie pięć walk − w tym finałową z Niemcem Marco Rudolphem − zostając mistrzem olimpijskim. Zwycięstwo zadedykował zmarłej matce. Amerykańskie media nadały mu wtedy przydomek "Złoty Chłopiec" (The Golden Boy), którym posługiwał się przez całą późniejszą karierę.

## Profesjonalna kariera

### Mistrzostwo wagi junior lekkiej
23 listopada 1992 roku De La Hoya zadebiutował w zawodowym boksie i w swojej pierwszej walce odniósł zwycięstwo w pierwszej rundzie przez TKO. 5 marca 1994 roku, w swojej dwunastej walce, zdobył swój pierwszy tytuł mistrza świata, gdy pokonał w dziesiątej rundzie Jimmiego Bredahla, odbierając mu pas WBO wagi juniorlekkiej. Mistrzostwo obronił dwa miesiące później, nokautując w trzeciej rundzie Meksykanina Giorgio Campanellę.

### Mistrzostwo wagi lekkiej
29 lipca 1994 roku znokautował w drugiej rundzie Jorge Páeza i zdobył mistrzostwo świata WBO w wadze lekkiej. W swojej pierwszej obronie tytułu pokonał jednogłośnie na punkty John-John Molinę, który przed tą walką zrzekł się tytułu IBF w wadze junior lekkiej i zmienił kategorię wagową na wyższą. 6 maja 1995 doszło do walki unifikacyjnej, w której De La Hoya pokonał mistrza IBF Rafaela Ruelasa. De La Hoya dwukrotnie posłał rywala na deski zanim walka została przerwana w drugiej rundzie. Później IBF nakazało mu stoczyć pojedynek z obowiązkowym pretendentem Julio Miguelem, jednak De La Hoya nie zgodził się i zrezygnował z mistrzostwa. Przystąpił natomiast do walki o pas WBO z niepokonanym Genaro Hernandezem, który dla tej walki zrezygnował z tytułu WBA w wadze junior lekkiej. Hernandez wycofał się z pojedynku po sześciu rundach z powodu złamanego nosa. W szóstej i ostatniej obronie tytułu WBO w wadze lekkiej, De La Hoya znokautował Jesse’ego Jamesa Leiję w przeciągu dwóch rund.

### Mistrzostwo wagi juniorpółśredniej
7 czerwca 1996 walczył w Meksyku z niepokonanym Julio Césarem Chávezem o mistrzostwo federacji WBC. De la Hoya pokonał Chaveza przez TKO w czwartej rundzie. Walka została przerwana z powodu rozcięcia skóry na głowie Chaveza. Z tego względu aż do rewanżu w 1998 roku Chávez nie uznawał swojej porażki. De La Hoya tymczasem obronił swój tytuł w wyniku jednomyślnej decyzji w walce z innym niepokonanym meksykańskim pięściarzem, byłym mistrzem WBC wagi lekkiej i uważanym za najlepszego pięściarza wagi juniorpółśredniej, Miguel Ángel González.

### Mistrzostwo wagi półśredniej
12 marca 1997 De La Hoya zmienił kategorię wagową na półśrednią i zmierzył się z Pernellem Whitakerem. Pojedynek był zacięty a De La Hoya wygrał przez jednomyślną decyzję sędziów. Po walce The Ring uznał go za najlepszego pięściarza bez podziału na kategorie wagowe. 13 września 1997 pokonał on Hectora Camacho przez jednogłośną decyzję. 8 września 1998 stoczył rewanż z Chavezem i pokonał go przez TKO w ósmej rundzie. W swej kolejnej walce zmierzył się z niepokonanym byłym mistrzem WBA wagi półśredniej Ikiem Quarteyem i pokonał go przez niejednogłośną decyzję (116-112, 116-113, 114-115). Następnie walczył z Oba Carrem, którego pokonał przez TKO w jedenastej rundzie.
18 września 1999, po siedmiu obronach swojego tytułu WBC wagi półśredniej, De La Hoya stoczył pojedynek unifikacyjny z mistrzem IBF, niepokonanym Felixem Trinidadem. Walka była jednym z największych wydarzeń sportowych roku i pobiła rekord sprzedaży w systemie pay-per-view. Trinidad wygrał przez decyzję większości. Fani boksu oraz eksperci wzywali obu pięściarzy do rewanżu, który jednak nigdy nie nastąpił.
26 lutego 2000 De La Hoya znokautował Derrella Coleya, a walka była eliminatorem do pojedynku z mistrzem WBC. Po tym jak Trinidad zmienił kategorię wagową na wyższą, pas WBC powrócił do De La Hoyi. Ten stracił go jednak już 17 czerwca 2000 na rzecz Shane’a Mosleya (niejednogłośna decyzja).
De La Hoya pozwał swojego promotora Boba Aruma jesienią 2000 roku, starając się zerwać umowę z Top Rank. Sąd wydał wyrok na korzyść boksera w lutym 2001 roku. Nie zakończyło to jednak sporu między nimi. W marcu 2001 roku De La Hoya nazwał Aruma w wywiadzie prasowym rasistą, jednak później przeprosił za swoje słowa.
24 marca De La Hoya pokonał Arturo Gattiego przez TKO w piątej rundzie.

### Mistrzostwo wagi lekkośredniej
De La Hoya przeniósł się do kategorii lekkośredniej i zmierzył się z hiszpańskim mistrzem WBC Javierem Castillejo. De La Hoya zdominował walkę, wygrywając w każdej rundzie jednogłośnie na punkty. Po pojedynku z Castillejo nie walczył przez 15 miesięcy, w trakcie których prowadził negocjacje na temat walki z Fernando Vargasem, z którym rywalizował jeszcze w czasach amatorskich. Początkowo miała się ona odbyć w 2002 roku, jednakże De La Hoya wycofał się z niej z powodu kontuzji ręki. Ostatecznie została rozegrana 14 września 2002. Po zaciętym pojedynku De La Hoya wygrał przez TKO w 11. rundzie. Wkrótce potem ogłoszono, że test antydopingowy wykrył w organizmie Vargasa steryd stanozolol.
W swojej następnej walce De La Hoya obronił mistrzostwo WBC oraz WBA, pokonując przez TKO w siódmej rundzie Luisa Ramona Campasa. W kolejnym pojedynku doszło do rewanżu z Shane’em Mosleyem. Wygrał Mosley niejednogłośnie na punkty. Później wybuchł skandal, gdy wyszło na jaw, że Mosley stosował dostarczane przez laboratorium BALCo niedozwolone i w ówczesnych czasach niewykrywalne sterydy anaboliczne. Miał zacząć je zażywać właśnie przed rewanżem z Oscarem De La Hoyą. Później przyznał się do używania farmaceutyków zwiększających wydolność, jednak bez wiedzy, że są niedozwolone.

### Mistrzostwo wagi średniej
5 czerwca 2004 De la Hoya zmierzył się z Felixem Sturmem o tytuł WBO wagi średniej. De La Hoya zwyciężył przez jednogłośną decyzję, stając się pierwszym w historii bokserem, który zdobył mistrzostwo świata w sześciu różnych kategoriach wagowych. Wszyscy trzej sędziowie punktowali 115-113 na rzecz Amerykanina. Decyzja była kontrowersyjna, ponieważ liczni eksperci wyliczyli, że Sturm zadał więcej celnych ciosów. Według puktacji serwisu theboxingtribune.com Sturm powinien był wygrać przez decyzję większości. Część krytyków stwierdziło, że De La Hoya wygrał tylko dlatego, że jego walka z Bernardem Hopkinsem była już zaplanowana i Sturm musiałby znokautować Amerykanina, żeby wygrać.
18 września 2004 roku doszło do unifikacyjnego pojedynku z mistrzem WBA, WBC i IBF Bernardem Hopkinsem, uznawanym ówcześnie za najlepszego pięściarza bez podziału na kategorie wagowe. Kilka dni przed walką wskutek ciężkich treningów dłonie De La Hoyi były pocięte i wymagały założenia jedenastu szwów. De La Hoya toczył pojedynek bardzo technicznie; po ośmiu rundach sędziowie punktowali 77-75 na jego rzecz oraz 78-74 i 79-73 dla Hopkinsa. W dziewiątej rundzie Hopkins znokautował De La Hoyę ciosem lewym sierpowym w wątrobę. Bob Arum później twierdził, że De La Hoya i tak by przegrał w ten czy inny sposób, ponieważ Hopkins, podobnie jak Mosley, miał być promowany przez Golden Boy Promotions (firmę De La Hoyi) De La Hoya odpierał oskarżenia, mówiąc "więc teraz on będzie mnie atakować na lewo i prawo. Wciąż będzie mówił, że umówiłem się z Hopkinsem i że, walczyłem z nim tylko dla pieniędzy. Nie mogę powstrzymać go przed mówieniem takich rzeczy, ale myślę, że boli go to, że nie zdecydowałem się pozostać z nim związany do końca mojej kariery.

### Powrót do wagi juniorśredniej
Po dwudziestu miesiącach De La Hoya wrócił na ring i podpisał kontrakt na walkę z mistrzem WBC wagi juniorśredniej Ricardo Mayorgą. Przed pojedynkiem znany z prowokacji Mayorga obrażał rywala i jego rodzinę. 6 maja 2006 De La Hoya posłał Mayorge na deski już w pierwszej rundzie lewym sierpowym, po czym znokautował go w szóstej rundzie, zdobywając pas WBC. 5 maja 2007 roku przystąpił do obrony pasa WBC, a jego przeciwnikiem był niepokonany Floyd Mayweather Jr. Po bardzo wyrównanym pojedynku De La Hoya przegrał na punkty (115-113, 112-116, 113-115). Chciał rewanżu, jednakże 6 czerwca 2008 Mayweather zapowiedział zakończenie kariery, kończąc wszelkie spekulacje na temat ponownej walki z De La Hoyą.

### Powrót do wagi półśredniej
6 grudnia zmierzył się z uznawanym za najlepszego pięściarza bez podziału na kategorie wagowe Mannym Pacquiao. Część dziennikarzy uważało, że ze względu na gorsze warunki fizyczne Pacquiao nie będzie w stanie nawiązać równorzędnej walki ze znacznie silniejszym De La Hoyą. Filipińczyk zdominował jednak Amerykanina, będąc od niego znacznie szybszym, i zmusił go do poddania walki w ósmej rundzie.

### Zakończenie kariery
14 kwietnia 2009, podczas konferencji prasowej przed Staples Centre w Los Angeles ogłosił zakończenie kariery.

## Poza sportem
De La Hoya został oskarżony o gwałt w 1998 roku. Według pozwu, złożonego w San Bernardino (Kalifornia), do gwałtu miało dojść w pokoju hotelowym w Cabo San Lucas w Meksyku w czerwcu 1996 roku. Proces zakończył się polubownie w 2001 roku.
W 2000 roku ukazała się nominowana do nagrody Grammy płyta zatytułowana Oscar De La Hoya. Wydana przez EMI International debiutancka płyta pięściarza, utrzymana w klimacie latino pop, zawiera 13 utworów w języku angielskim i hiszpańskim które zostały napisane przez Diane Warren i Bee Gees.
5 października 2001 De La Hoya ożenił się z Millie Corretjer. Mają dwoje dzieci. Ma także córkę, Cecilię Atianę z poprzedniego związku z Shanną Moakler.
W 2005 Golden Boy Enterprises ogłosiło powstanie Golden Boy Partners. Firma skupia się na rozwoju obszarów miejskich w społeczności latynoskiej.